# Phalaenopsis luteola
Phalaenopsis luteola — епіфітна трав'яниста рослина родини  орхідних, або зозулинцевих (Orchidaceae).
За деякими джерелами Phalaenopsis luteola є синонімом Phalaenopsis pantherina. За даними  Королівських ботанічних садів в К'ю, є самостійним видом.
 Вид не має усталеної української назви. У україномовних джерелах використовується наукова назва  Phalaenopsis luteola.

## Біологічний опис
Невеликий моноподіальний літофіт.

Стебло укорочене, приховане основами 1-4 листків.

Коріння численне, добре розвинене.

Листя еліптичне, до 20 см завдовжки, 5 см шириною.

Квітконоси тонкі, довжиною 20 см.

Квіти подібні з Phalaenopsis maculata. Відрізняються відтінком, розміром і деталями будови.

## Ареал, екологічні особливості
Саравак, Борнео, Малайзія.
Вкрай рідкісний. Відноситься до числа видів, що охороняються (другий додаток CITES).

## Історія опису
Вперше описаний Бербріджем (Burbidge) в 1880 р. Остаточна діагностика і офіційний опис зроблені Е. Крістенсоном в 2001 р. в монографії Christenson, E. A. 2001. Phalaenopsis: a monograph. (Monog Phalaenopsis) 135—137. 
 До отримання додаткової інформації і нового матеріалу про рослину статус виду залишається під питанням. Можливо це синонімом Phalaenopsis pantherina, або різновид Phalaenopsis maculata.

## У культурі
Про утримання Phalaenopsis luteola в культурі ніяких достовірних відомостей немає.